# Algebraiska tal
Inom matematiken är det komplexa talet {\displaystyle x} algebraiskt om det är en lösning till en polynomekvation vars koefficienter är heltal:
{\displaystyle a_{n}x^{n}+a_{n-1}x^{n-1}+\cdots +a_{1}x+a_{0}=0,\quad a_{k}\in \mathbb {Z} \quad k=1,\cdots ,n.}
Exempelvis är {\displaystyle {\sqrt {2}}-1} 
ett algebraiskt tal då det är en lösning till polynomekvationen
{\displaystyle x^{2}+2x-1\,=0}

## Egenskaper
- Alla rationella tal är algebraiska, men det finns reella tal som inte är algebraiska: förhållandet mellan en cirkels omkrets och dess diameter, det vill säga talet {\displaystyle \pi }, är inte ett algebraiskt tal.
- Om ett algebraiskt tal är lösningen till en ekvation av grad n, men inte till någon ekvation av lägre grad, sägs talet vara ett algebraiskt tal av grad n.
- De algebraiska talen bildar en uppräknelig mängd, till skillnad från de transcendenta talen, vilka är de reella tal som inte är algebraiska; det finns alltså ingen polynomekvation, vars koefficienter är heltal, som har ett transcendent tal som lösning.

## Algebraiska heltal
Låt {\displaystyle \alpha } vara ett algebraiskt tal. Det finns då polynom med heltalskoefficienter för vilka talet {\displaystyle \alpha } är ett nollställe:
{\displaystyle p_{i}(\alpha )=0,\quad i\in I_{\alpha }.}
Indexmängden {\displaystyle I_{\alpha }} är en icke-tom mängd av positiva heltal. Man kan visa att denna mängd innehåller ett speciellt index, {\displaystyle i_{0}}, som motsvarar ett polynom {\displaystyle p_{i_{0}}} av lägst grad ({\displaystyle n_{i_{0}}}) bland polynomen {\displaystyle p_{i},\,} och som inte kan heltalsfaktoriseras i en produkt av polynom av lägre grad än {\displaystyle n_{i_{0}}}. Om koefficienterna till det speciella polynomet {\displaystyle p_{i_{0}}} är heltal, så är {\displaystyle \alpha } är ett algebraiskt heltal och det speciella polynomet {\displaystyle p_{i_{0}}} kallas det algebraiska talets minimalpolynom.

### Exempel
Vi skall visa att det positiva reella talet {\displaystyle \alpha ={\sqrt {2}}-1} är ett algebraiskt heltal. Det är ett algebraiskt tal då det är ett nollställe till polynomet
{\displaystyle \ p(x)=1x^{2}+2x-1=({\sqrt {2}}-1)^{2}+2({\sqrt {2}}-1)-1=0}
Då detta polynom har koefficienter som är heltal (1, 2 och -1) är nollstället {\displaystyle \alpha } ett algebraiskt tal.
Polynomet kan faktoriseras till en produkt av polynom vars grader är lägre än två:
{\displaystyle \ p(x)=(x-({\sqrt {2}}-1))\cdot (x+({\sqrt {2}}+1));}
Men koefficienterna i de två polynomen är inte heltal; av detta följer att {\displaystyle p(x)} är minimalpolynomet associerat med det algebraiska talet {\displaystyle {\sqrt {2}}-1}. Det faktum att ett minimalpolynom existerar, visar att {\displaystyle {\sqrt {2}}-1} är ett algebraiskt heltal.
Om {\displaystyle n} är ett positivt heltal, är också {\displaystyle n^{2}} ett positivt heltal. Vi skall undersöka om detta även gäller för algebraiska heltal. Som ett tal att pröva väljer vi det algebraiska heltalet {\displaystyle \alpha ={\sqrt {2}}-1} och undersöker om talet {\displaystyle \alpha ^{2}=3-2{\sqrt {2}}} också är ett algebraiskt heltal. 
För det första undersöker vi om det är ett algebraiskt tal:
{\displaystyle (\alpha ^{2})^{2}=(3-2{\sqrt {2}})^{2}=6(3-2{\sqrt {2}})-1=6(\alpha ^{2})-1}
Det reella talet {\displaystyle \alpha ^{2}} är tydligen ett nollställe till följande polynom vars koefficienter är heltal:
{\displaystyle q(x)=x^{2}-6x+1\,}
Detta visar att talet {\displaystyle \alpha ^{2}} är ett algebraiskt tal. 
För det andra undersöker vi om det finns ett minimalpolynom associerat med det algebraiska talet {\displaystyle \alpha ^{2}}.  Polynomet q kan faktoriseras till en produkt med två polynom av lägre grad än 2:
{\displaystyle q(x)=(x-(3-2{\sqrt {2}}))\cdot (x-(3+2{\sqrt {2}}))}
Koefficienterna för dessa polynom är inte heltal. Därför kan vi dra slutsatsen att q är ett minimalpolynom associerat med det algebraiska talet {\displaystyle \alpha ^{2}}, vilket visar att {\displaystyle \alpha ^{2}} är ett algebraiskt heltal.
Summan, differensen och produkten av algebraiska heltal är också algebraiska tal, vilket innebär att de algebraiska heltalen bildar en ring.

## Kardinalitet
Mängden av alla algebraiska tal är uppräknelig. Av detta följer att mängden av transcendenta tal är överuppräknelig, eftersom mängden av de reella talen R är överuppräknelig och 
{\displaystyle \mathbb {R} =\{} x: x är ett algebraiskt tal {\displaystyle \}\cup \{}x: x är ett transcendent tal {\displaystyle \}\,}.

## Approximation av algebraiska tal
Enligt Abel-Ruffinis sats kan algebraiska tal av grad fem och högre generellt inte uttryckas i termer av ändligt många heltal, aritmetiska operationer, och rotutdragningar. Med andra ord: Det går inte att finna en allmän lösningsformel för femte- eller högregradsekvationer, om man kräver att denna lösningsformel skall bestå av ändligt många heltal som adderas, subtraheras, divideras, multipliceras eller tas roten ur. 
Exempel på sådana formler är den allmänna lösningsformeln för andragradsekvationer och Cardanos formel för den allmänna tredjegradsekvationen. 
Eftersom det finns effektiva numeriska metoder för att lösa polynomekvationer, kan dock alla algebraiska tal effektivt approximeras med rationella tal. 
Emellertid gäller det att om {\displaystyle \alpha } är ett algebraiskt irrationellt tal och p och q är godtyckliga heltal och {\displaystyle \epsilon } ett positivt tal, så existerar det en konstant {\displaystyle C(\alpha ,\epsilon )} som gör att följande olikhet är uppfylld:
{\displaystyle \left\vert \alpha -{\frac {p}{q}}\right\vert >{\frac {C(\alpha ,\epsilon )}{q^{2+\epsilon }}}.\qquad {\text{Roths sats}}}
Algebraiska irrationella tal kan alltså inte approximeras godtyckligt väl av rationella tal; denna egenskap kan användas för att visa att vissa tal inte är algebraiska. 
Genom att använda sig av ett svagare resultat än Roths sats lyckades Joseph Liouville visa att följande serie inte representerar ett algebraiskt tal:
{\displaystyle \sum _{n=0}^{\infty }10^{-n!}=0,1+0,1+0,01+0,000001+0,000000000000000000000001+\cdots .}